# Kirchenburg Markt Herrnsheim

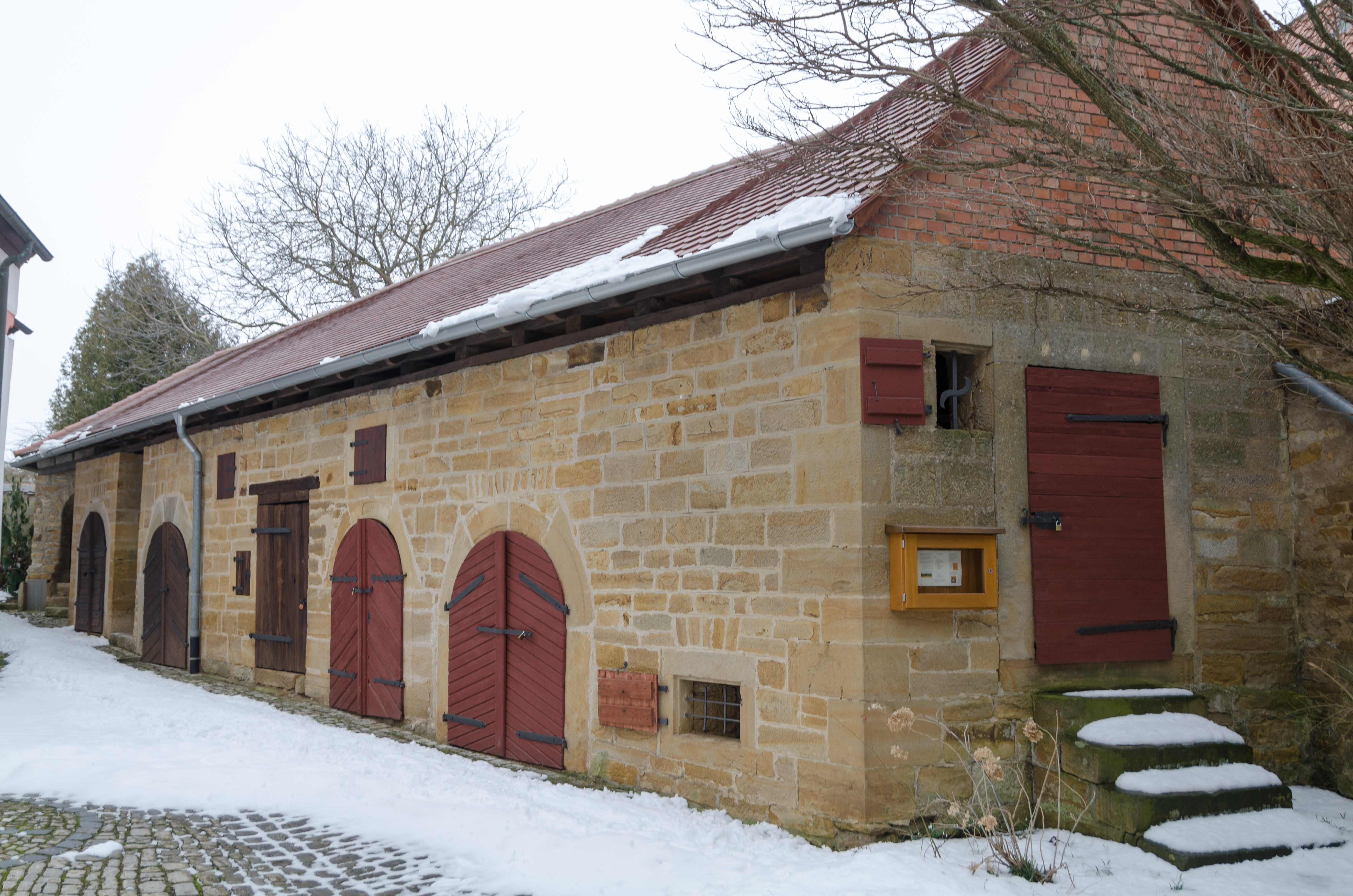
Gaden in der Kirchenburg Markt Herrnsheim

Die Kirchenburg Markt Herrnsheim umfasst die befestigten Bereiche des Kirchhofes um die Simultankirche St. Martin des Ortes Markt Herrnsheim im unterfränkischen Landkreis Kitzingen. 

## Lage
Die Kirchenburg befindet sich nördlich der Staatsstraße 2419, die als Ortsdurchfahrt dient. Anders als in vielen anderen Orten der Umgebung bildet die Kirchenburg den Dorfabschluss und ist nicht auf allen Seiten von Häusern umgeben. Dies hat auch damit zu tun, dass Herrnsheim ein Straßendorf ist. Die Befestigung ist annähernd rechteckig und wird von der Martinskirche im Mittelpunkt beherrscht.

## Geschichte
Allgemein gehen die Kirchenburgen auf die Bedrohungen im Mittelalter zurück. Während sich Städte und reichere Dörfer mit einer Ringmauer umgaben, befestigten ärmere Gemeinden  lediglich den Kirchhof, der früher zugleich als Friedhof diente. In Markt Herrnsheim entstand die Kirche wohl bereits im 12. Jahrhundert und wurde im 14. Jahrhundert Pfarrkirche. Wahrscheinlich war die Befestigung bereits vor der Pfarrkirche vorhanden, weil der Chor an einer Stelle abgerundet werden musste, um in die Lücke zu passen.
Die heutigen Ausmaße erhielt die Kirchenburg wohl im 16. Jahrhundert, so datiert der Holzsturz über einer der Gadentüren auf das Jahr 1517. Zu Beginn des 18. Jahrhunderts erweiterte die Gemeinde das Langhaus der Kirche. Dabei blieben die umgebenden Gaden unangetastet, sodass die Kirche heute überdimensioniert in der Ummauerung steht. So entstand auch der typische enge Platz inmitten der Burg. Die Kirchenburg in Markt Herrnsheim wird als Baudenkmal eingeordnet.

## Beschreibung

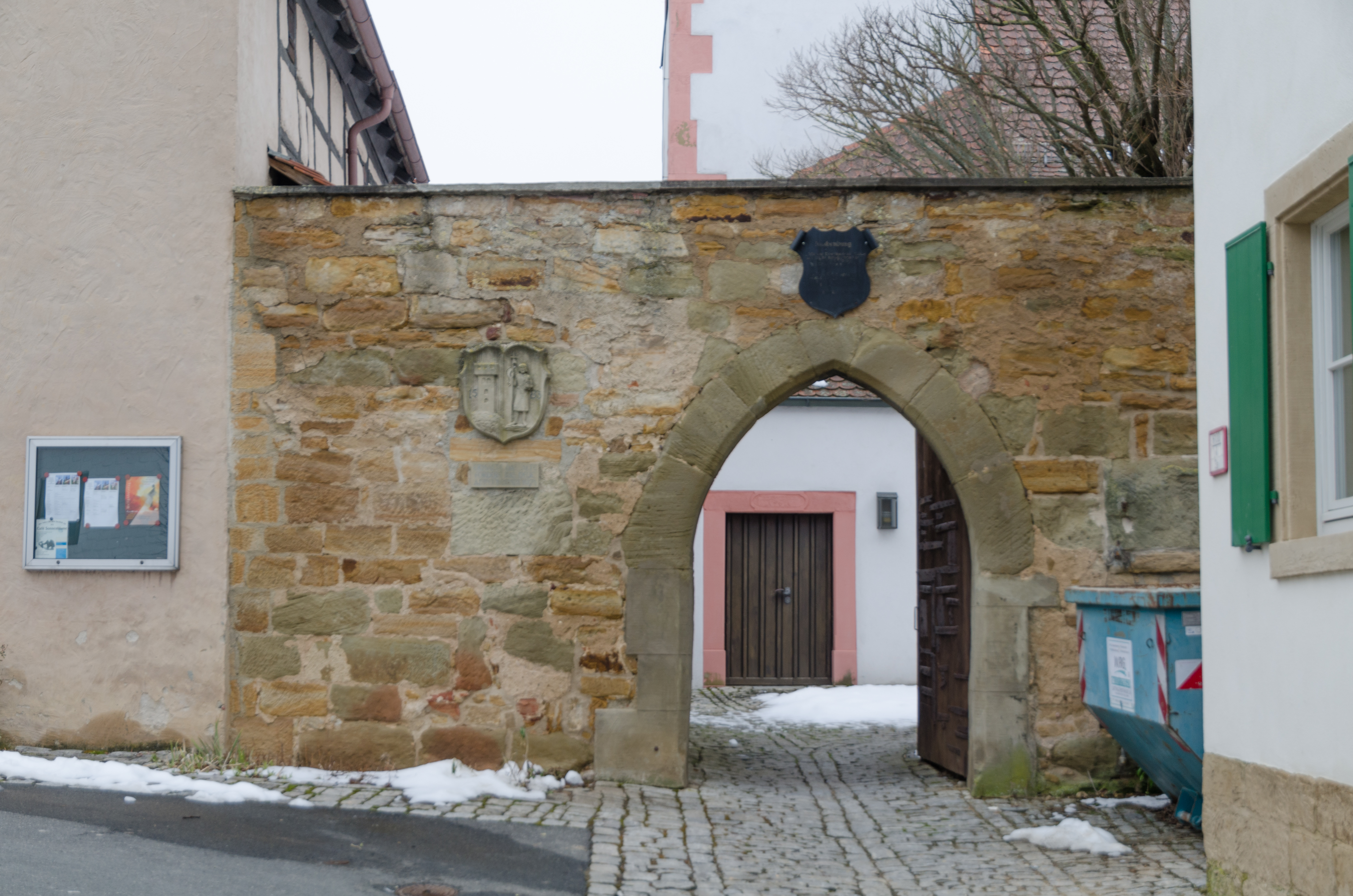
Das Portal vermittelt ins Innere der Kirchenburg

### Kirche
Den Mittelpunkt der Kirchenburg bildet die Simultankirche St. Martin. Sie gilt als eines der älteren Gotteshäuser der Umgebung und wurde bereits 1328 eigenständige Pfarrei. Das Gotteshaus wird vom dreigeschossigen Turm überragt, der auf die Zeit der Romanik zurückgeht. Der Turm war zugleich ein Aussichtspunkt, um Angreifer schon aus der Ferne zu entdecken. Die Ausstattung der Kirche geht auf verschiedene Jahrhunderte zurück.

### Gaden und Mauern
Die Herrnsheimer Kirchenburg ist von einer Bruch- und Sandsteinmauer des 13. Jahrhunderts umgeben. Die Mauerhöhe beträgt 3 bis 6 m. Von Süden führt ein nachgotisches Spitzbogentor in die Anlage. Innen sind Kirchgaden an die Mauer angebaut. Die eingeschossigen Häuser dienten als Vorratskeller und wurden im Ernstfall von den Dorfbewohnern bewohnt. Auf drei Seiten sind die Gaden  unterkellert. Zusätzlich entstanden im Inneren kleine Sandsteinhäuser mit Rundbogentüren, die teilweise ins 16. Jahrhundert datieren.
Besonders bemerkenswert ist, dass das Satteldach des Langhauses der Kirche an der nordöstlichen Ecke über die Mauer kragt. Dort brachte man Konsolsteine an, um das Gebäude zu stabilisieren. Wahrscheinlich geht diese Maßnahme auf das 18. Jahrhundert zurück, als man die Kirche erweiterte, ohne die Befestigung zerstören zu wollen. So entstand auch der gangartige Freiraum mit sehr schmalen Bereichen.